# Montmartre

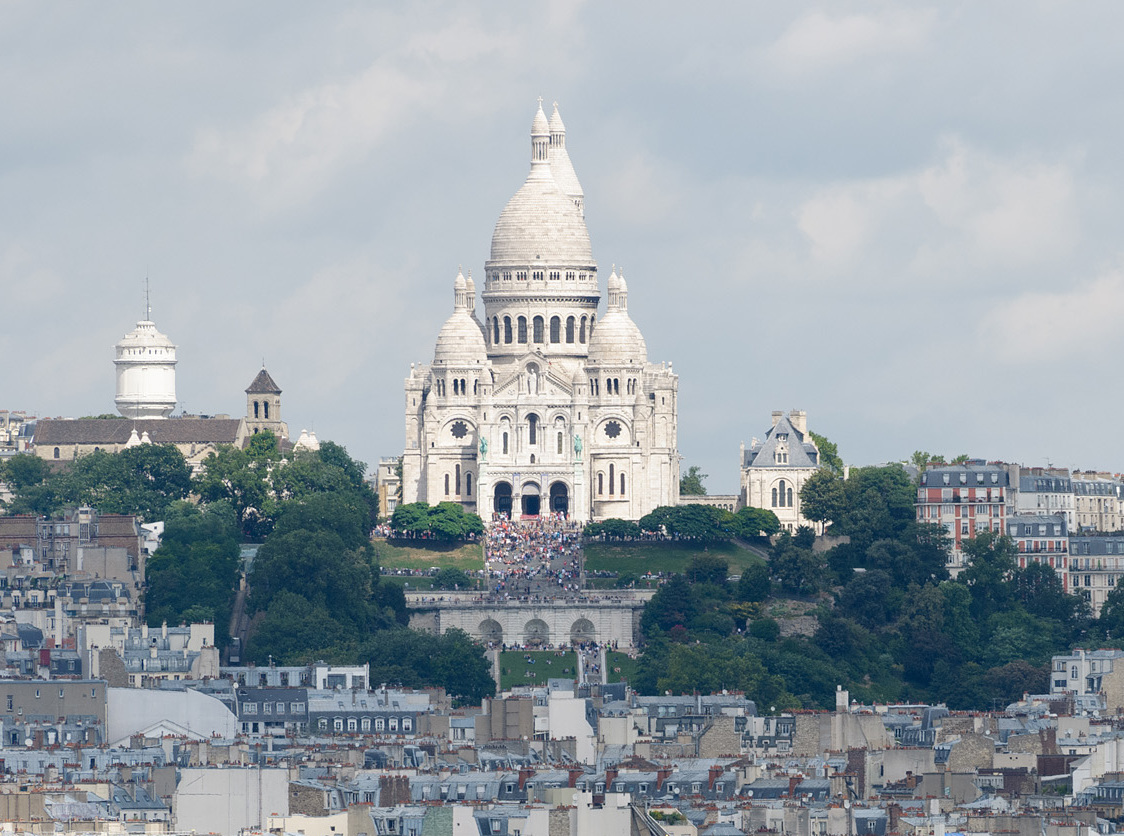
Dealul Montmartre dominat de Sacré-Coeur

Montmartre este o veche comună franceză, inițial aparținând de departamentul Seine. A fost anexată Parisului în 1860. 
Colina pe care este situat Montmartre reprezintă cel mai înalt punct al Parisului (130 de metri); accesul la vârful său se face fie cu funicularul, fie pe o scară de 222 de trepte. Totuși, cea mai înaltă stradă din Paris este la Rue du Télégraphe, situată în arondismentul 20. Colina Montmartre se află în nordul capitalei. Reprezintă unul din locurile cele mai frecventate de turiști.
Pentru a ajunge în acest loc cu metroul, se poate utiliza linia 2 - stațiile Anvers, Pigalle sau Blanche - sau linia 12 - stațiile Pigalle, Abbesses, Lamarck — Caulaincourt sau Jules Joffrin.

## Istorie
Montmartre a fost mult timp un sat din afara Parisului. La baza acestui nume poate sta Mons Martis (muntele lui Marte), pe colină găsindu-se în perioada romană două temple: unul, mai mare, dedicat lui Mercur, iar altul dedicat lui Marte, zeul războiului. 
Etimologia populară a înțeles numele ca „muntele martirului” (mons Martyrum), întrucât pe această colină au suferit martirul Sfântul Dionisie (Saint Denis) și însoțitorii săi, Rustic și Elefterie. Conform legendei, primul episcop al Parisului, Sfântul Dionisie, ar fi supraviețuit executării sale. Una din străzile istorice care duce la Montmartre se numește Rue des Martyrs (Strada Martirilor).
Atunci când au fost organizate comunele și departamentele în 1790 Montmartre a devenit o comună a departamentului Seine. Cel dintâi primar a fost Félix Desportes, un burghez originar din Rouen.
În 1840-1845 construirea incintei Thiers a împărțit teritoriul comunei în două.
La 1 ianuarie 1860, când se vor extinde zidurile Parisului până la incinta Thiers, teritoriul comunei a fost alocat după cum urmează: cea mai mare parte, situată în interiorul incintei Thiers, a fost atașat la Paris și a devenit un cartier numit Montmartre în 18-lea arondisment; mica parte care rămânea, situată dincolo de zidurile incintei Thiers, a fost anexată la comuna Saint-Ouen.
Montmartre a fost unul din locurile cele mai importante ale Comunei Paris în 1871.
În secolele al XIX-lea și al XX-lea Montmartre a fost un far de pictură, care aduna artiști precum Pissarro, Toulouse-Lautrec, Steinlen, Van Gogh, Modigliani, Picasso etc. Mai târziu artiștii abandonează treptat cartierul Montmartre, preferând să se reunească într-un alt cartier al Parisului, cartierul Montparnasse.
Din punct de vedere istoric, cartierul Montmartre include partea de vest a celui de-al 18-lea arondisment, partea de nord arondismentului al 9-lea  și o parte din cartierul Batignolles, acoperind ceea ce a fost o dată mănăstirii Abbaye des Dames de Montmartre, timp de șapte secole.

## În literatură
Acest sat este menționat în romanul Hector Servadac al lui Jules Verne. Acesta era locul natal al unui personaj, denumit Ben-Zouf, ce ținea foarte mult la acesta. 